# Naves, Nord
 Naves  là một xã ở trong tỉnh Nord ở miền bắc nước Pháp. Xã này có diện tích 5,19 kilômét vuông, dân số năm 1999 là 627 người. Xã nằm ở khu vực có độ cao trung bình 49 mét trên mực nước biển.
Cự ly 8 km (5,0 mi) về phía đông bắc của Cambrai.